# 4517 Ralpharvey
4517 Ralpharvey (1975 SV) là một tiểu hành tinh vành đai chính được phát hiện ngày 30 tháng 9 năm 1975 bởi S. J. Bus ở Palomar.